# Символ риеля
Символ или знак риеля (៛) — типографский символ, который входит в группу «Кхмерское письмо» (англ. Khmer) стандарта Юникод и называется «Кхмерский символ риеля» (англ. Khmer currency symbol riel); код — U+17DB. Используется для представления национальной валюты Камбоджи — риеля (кхмер. រៀល).
Характерные символы, выполняющие эти функции: ៛ • R. Кроме того, для краткого представления риеля используются коды стандарта ISO 4217: KHR и 116.